# محاولة انقلاب 1965 في بوروندي
بين 18 و19 أكتوبر 1965، حاول مجموعة من الضباط الذين ينتمون لعرق الهوتو في الجيش البوروندي الإطاحة بالحكومة البوروندية. كان المتمردون غاضبين من تفضيل النظام الملكي البوروندي لأقلية التوتسي بعد فترة من تصاعد التوتر العرقي بعد الاستقلال الوطني عن بلجيكا سنة 1962. وعلى الرغم من إطلاق النار على رئيس الوزراء إلا أن الانقلاب فشل وسرعان ما أثار رد فعل عنيف ضد الهوتو قُتل فيه آلاف الأشخاص بمن فيهم المشاركون في الانقلاب. سهّل الانقلاب أيضًا رد فعل متشدد من التوتسي ضد النظام الملكي المعتدل مما أدى إلى انقلابين آخرين توجت بإلغاء الملكية التاريخية في بوروندي في نوفمبر 1966 وصعود الجنرال ميشيل ميكومبيرو كديكتاتور.

## خلفية
في عام 1962، حصل الانتداب البلجيكي لرواندا-أوروندي على الاستقلال، وأنشئت جمهورية رواندا ومملكة بوروندي. كانت كلتا الولايتين تتمتعان تقليديًا بملكية تهيمن عليها مجموعة التوتسي على أغلبية عرقية من الهوتو، لكن الملكية في رواندا ألغيت من خلال ثورة سياسية في 1959-1961. في السنوات الأولى من الاستقلال، بدا أن بوروندي قد حققت توازنًا بين المجموعات العرقية التي جلبت أفرادًا من المجموعات العرقية المختلفة إلى الحكومة، وأدارها جزئيًا الموامي (الملك) موامبوتسا الرابع الذي كان يحظى بشعبية بين جميع المجموعات ولكنه كان هو نفسه التوتسي. كان كل من التوتسي والهوتو والغانوا جزءًا من الحزب السياسي المهيمن، الاتحاد من أجل التقدم الوطني (Union pour le Progrès national, UPRONA). في أكتوبر 1961، قبل وقت قصير من التاريخ المقرر للاستقلال، اغتيل رئيس الوزراء البوروندي الأمير لويس رواجاسور، مما أثار التوترات العرقية في البلاد. بعد فترة من حكم رؤساء وزراء التوتسي، عين موامبوتسا أول زعيم لبوروندي من الهوتو، بيير نجنداندوموي، لكن نجنداندوموي اغتيل في يناير 1965 على يد التوتسي الرواندي. جرت الانتخابات في مايو 1965 في جو من التوتر العرقي الشديد. حصل مرشحو الهوتو على الأغلبية، لكن موامبوتسا أطاح برئيس وزراء الهوتو جوزيف بامينا وعين بدلاً من ذلك مرشحًا للتوتسي، ليوبولد بيها، في أكتوبر 1965.

## تفاصيل الانقلاب
أدى تنصيب بيها كرئيس للوزراء إلى انشقاق بين الهوتو والنظام الملكي البوروندي. حاولت مجموعة من ضباط الهوتو في الجيش القيام بانقلاب ضد الحكومة التي يقودها التوتسي في 18-19 أكتوبر 1965.
سارت مجموعة صغيرة من أفراد الجيش والدرك الهوتو في القصر الملكي. وكان يقودهم جيرفيه نيانجوما، عضو البرلمان، وأنطوان سيروكوافو، قائد قوات الدرك. أصيب بيها بالرصاص. تم إحباط الانقلاب من قبل القوات بقيادة الضابط العسكري التوتسي، ميشيل ميكومبيرو. تم القبض على 34 من جنود الهوتو الذين شاركوا في الانقلاب وأعدموا. كما تم إلقاء القبض على الهوتو في الجيش والشرطة الذين لم يشاركوا وقُتِل العديد. أثار فشل الانقلاب عنفًا عرقيًا فوريًا في جميع أنحاء البلاد قُتل فيه آلاف الأشخاص، معظمهم من الهوتو، فيما اعتبر مقدمة للإبادة الجماعية في بوروندي عام 1972.
نتيجة للانقلاب، فرّ موامبوتسا إلى المنفى ولم يعد إلى بوروندي. أدى فشل انقلاب الهوتو العسكري إلى رد فعل مضاد للتوتسي وأرسى الأساس لفصائل التوتسي المتطرفة للاستيلاء على السلطة بأنفسهم، فتمّ تنصيب موامي (ملك) جديد أولا، ثم لاحقا تمّ إلغاء النظام الملكي تمامًا في نوفمبر 1966. تمّ ترقية ميكومبيرو لاحقًا إلى منصب رئيس الوزراء، قاد الانقلاب الثاني وأصبح أول رئيس جمهوري في بوروندي وديكتاتورا بحكم الأمر الواقع حتى عام 1976.